# Spielregel für einen Wiedertäuferfilm
Spielregel für einen Wiedertäuferfilm (Regra do jogo para um filme sobre os anabatistas) é um filme de 1976, o primeiro longametragem do diretor alemão Georg Brintrup. Compara a repressão sofrida pelo Anabatismo no início do século XVI na cidade de Münster (Rebelião de Münster), com a interdição de ter emprego público, aplicada aos membros do Partido Comunista da Alemanha durante os anos 1970 na Alemanha.

## Sinopse
Na primeira parte do filme, depois de um breve comentário sobre fatos acontecidos na cidade de Münster no início do século XVI, sobre o nascimento da comunidade dos anabatistas e o seu extermínio pela iniciativa do bispo, são lidos alguns textos tirados da introdução da “História dos Anabatistas” de Hermannus Kerssenbroick. Trata-se de crônica sobre as manifestações de Münster, relatadas por uma testemunha ocular em um manuscrito em latim que foi, depois, traduzido para o alemão no século XVIII, por um anônimo. Nestas narrativas são descritas a formação da cidade de Münster, seus edifícios, os mercados, as ruas, as classes sociais, enfim, sua constituição. No filme são mostradas algumas imagens de ruas e praças da cidade, como são hoje, para depois passar para a cenda de um homem que lê em voz alta, sobre um terraço de Roma, perto dos muros do Vaticano. A primeira parte do fime termina com um travelling que parte dos tetos de Münster, alcança o centro da cidade e finaliza em frente a um fogo, enquanto se ouve uma voz masculina narrar os sinais milagrosos que prenunciaram as desordens e a destruição da cidade.

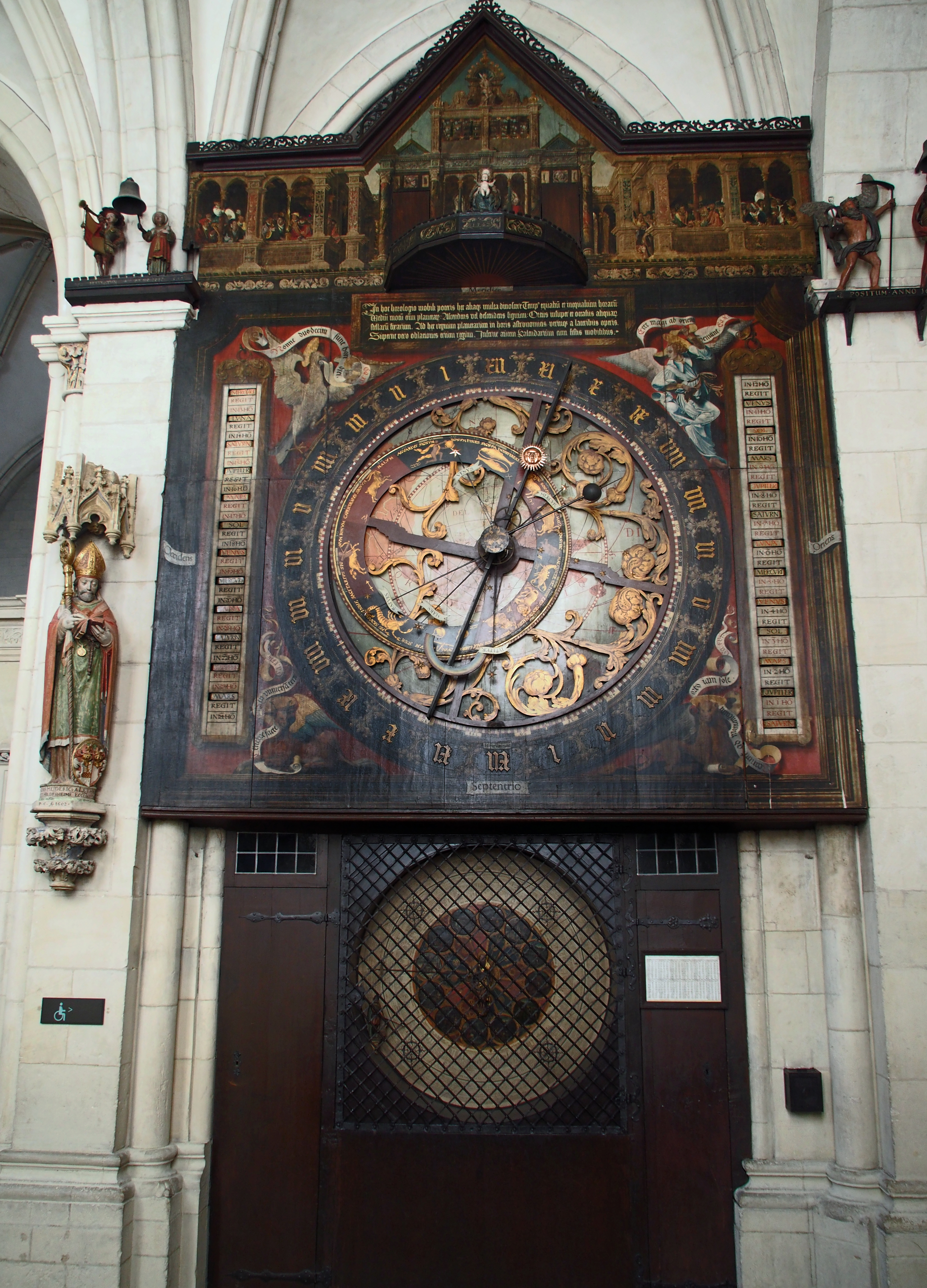
Relógio astronômico da catedral de Münster

A segunda parte do filme se passa nas ruas e praças de Münster. Duas professoras, Monika Ernst e Magdalena Storm, falam sobre suas próprias experiências em relação à proibição de exercer a profissão. Monika expõe seu caso de uma maneira detalhada, enquanto Magdalena refere-se aos momentos mais relevantes da sua experiência com os funcionários da “Proteção da Constituição”. Se passa, depois, ao caso de Bruno Finke. Bruno está ao lado de Ulrike Poerschke, que conta, por sua vez, sobre as acusações que sofreu. Todos os quatro personagens são professores e membros do Partido Comunista da Alemanha, que é um partido legal para todos os efeitos. No final da segunda parte, é mostrado o relógio astronômico da catedral de Münster, construída em 1542 depois da vitória do bispo sobre os anabatistas, como “símbolo da restauração”.

## Produção
O documentário nasce do roteiro para um filme que nunca foi realizado sobre a trágica história dos anabatistas: um movimento protestante de origem pacífica, que, como consequência das perseguições sofridas, transformou-se em uma seita radical e – durante o assédio à Münster – realmente fanática. O moto inspirador do documentário é a ideia que a repressão do pensamento leva ao radicalismo e o isolamento do espírito conduz ao fanatismo, à loucura. Uma oposição, mesmo que pacífica e democrática, pode de fato chegar ao extremismo, por causa dos molestamentos que sofre. Até provocar, fatalmente, reações ainda mais duras e violentas.

## Festivais
Regra do jogo para um filme sobre os anabatistas  foi projetado pela primeira vez durante o Festival Internacional de Cinema de Roterdão, em janeiro de 1977. Em seguida, foi apresentado no Fórum do Jovem Cinema Alemão, no Festival de Berlim, em julho de 1977 e na XIII “Mostra Internazionale del Nuovo Cinema” de Pésaro, em setembro del 1977.

## Crítica
Uma quarta forma de fazer documentários é aquela do jovem alemão Georg Brintrup (...) filme extremamente lúcido no qual faz uma comparação entre a repressão sofrida pelos anabatistas no início do século XVI, na cidade de Münster, com a situação vivida hoje, por causa do 'Berufsverbot' (lei de interdições profissionais), pelos membros do partido comunista alemão que procuram um emprego público. O tema é abordado de forma direta – testemunhos, leituras "em campo" de textos históricos, imagens da cidade hoje – com um cinema de palavra, intelectual, mas que consegue colocar o problema historicamente e envolver, muito mais do conseguiria com o uso de acumulações confusas de registros históricos ou denúncias acaloradas.

(Alberto Farassino em "La Repubblica" em 24.9.1977)